# Kiss (Foto)
Kiss (deutsch „Kuss“) ist eine Schwarzweißfotografie der britischen Fotografin Tanya Chalkin. Sie zeigt die Models Elena Charbila und Tabitha Denholm, die nur mit Unterwäsche bekleidet in einem Bett liegen und einander küssen. Das Foto erschien am 28. Dezember 2000 auf einem großen Werbeplakat in der Londoner Innenstadt, das für die auf Kunden aus der LGBT-Gemeinschaft ausgerichtete Internetfirma Queercompany warb. In der Folge kam es zu Beschwerden bei der Advertising Standards Authority, der Organisation zur Selbstkontrolle der britischen Werbewirtschaft, die von ihr jedoch zurückgewiesen wurden. Das Foto entwickelte sich zu einem beliebten Postermotiv und fand weltweit seinen Weg in viele Wohnungen.

## Beschreibung
Das Foto zeigt aus der Aufsicht zwei Frauen vom Po aufwärts, die auf einem Bett liegen. Links befindet sich die dunkelblonde Griechin Elena Charbila, rechts die brünette Britin Tabitha Denholm. Beide tragen weiße Wäsche. Während Charbila T-Shirt und String-Tanga trägt, ist Denholm mit Unterhemd und Tanga bekleidet. Die Frauen umarmen und küssen sich.

## Entstehung und Veröffentlichung
Das Foto war eine Auftragsarbeit für eine Werbekampagne der Internetfirma Queercompany, die sich im November 2000 gegründet hatte und eine Website für Homosexuelle betrieb. Das Unternehmen hatte bisher einen Kriegsfotografen für seine Werbefotos beschäftigt. Dabei war unter anderem eine Schwarzweißfotografie zweier Frauen entstanden, die Hand in Hand auf einem Pier langlaufen. Sie wurde durch den Slogan „Sorry mom, no white wedding“ (deutsch: „Entschuldigung Mama, keine Hochzeit in Weiß“) begleitet. Für ein weiteres Foto engagierte Henrietta Morrison, eine der Gründer von Queercompany, die Fotografin Tanya Chalkin, die bereits ein Foto der beiden Gründer geschossen hatte. Das Shooting fand im Dezember 2000 im Londoner Stadtteil Bethnal Green statt. Chalkin fotografierte dabei von einer Leiter aus, die über dem Bett stand. Die beiden Models waren am Anfang des Shootings nackt. Dies wurde jedoch von Morrison, die später hinzukam, abgelehnt, da sie befürchtete, das Foto könnte wie ein kurz vorher veröffentlichtes Werbeplakat für das Parfum Opium von Yves Saint Laurent mit der nackten Sophie Dahl von der Advertising Standards Authority verboten werden. Deshalb ließ sie Shirts für die beiden besorgen.
Das Foto erschien auf einem Werbeplakat mit weißem Hintergrund, dem Slogan „Thank God for women“ (deutsch: „Gott sei für die Frauen gedankt“) und der URL der Website von Queercompany. Besondere Aufmerksamkeit erregte ein sehr großes Riesenposter, das am Morgen des 28. Dezember 2000 in der Charing Cross Road in der Londoner Innenstadt installiert wurde. Daneben erschien es auch auf kleineren Plakaten in London. Auch ein Plakat mit zwei sich umarmenden Männern mit nackten Oberkörpern und dem Slogan „Thank God for men“ (deutsch: „Gott sei für die Männer gedankt“) wurde veröffentlicht.

## Reaktionen
Das große Plakat in der Charing Cross Road erregte große Aufmerksamkeit. So berichtete bereits am Tag der Installierung die Website des Guardians darüber. Verschiedene Homosexuellen-Gruppierungen begrüßten die Veröffentlichung, verwiesen aber auch darauf, dass es erst ein wirklicher Durchbruch sei, wenn auch Mainstream-Unternehmen mit ähnlichen Plakaten werben würden.
Daneben erschienen einige kritische Medienkommentare. So bezeichnete Nigella Lawson im Observer das Plakat als „stilisiert, kalt und nicht im geringsten sexy“ und kritisierte, dass es nicht wie das verbotene Plakat von Sophie Dahl eine „richtige“ Frau, sondern nur dürre jungenhafte Mädchen (englisch: „model-thin boy-girls“) zeige. Janet Street-Porter lobte im Independent zwar die Werbekampagne, kritisierte aber das Geschäftskonzept von Queercompany, das den Anschein erwecke, das Unternehmen wolle Homosexuelle wieder in Ghettos stecken.
Boulevardzeitungen versuchten, Interviews mit den beiden Models zu erhalten. Während Elena Charbila das ablehnte, gab Tabitha Denholm dem Blatt News of the World ein Interview, in dem sie behauptete, sie sei bisexuell, weil sie nur dafür die Gage von 10.000 Pfund bekommen sollte. Denholms Eltern gaben der Daily Mail ein Interview, in dem sie das Erscheinen ihrer Tochter auf dem Plakat scharf kritisierten und die Befürchtung äußerten, sie könnte fälschlicherweise für eine Lesbe gehalten und von Extremisten attackiert werden.
Wegen mehrerer Beschwerden prüfte die Advertising Standards Authority Anfang Januar das Plakat und kam zu dem Ergebnis, dass es nicht sexuell eindeutig und unwahrscheinlich sei, dass es Kinder beeinflusse. Zudem wies die Organisation darauf hin, dass viele der 50 Beschwerden offensichtlich von Menschen stammten, die das Plakat nie gesehen hatten.

## Weitere Entwicklungen
Am 26. Januar 2001 ließ die Queercompany einen Aufkleber auf dem Plakat anbringen, der es zum Verkauf anbot. Später wurde es auf einer Wohltätigkeitsveranstaltung der LGBT-Organisation Stonewall für mehrere tausend Pfund von einer Transsexuellen aus Los Angeles ersteigert. Die Organisation erhielt auch einen Teil des Verkaufserlöses. Da die Identität der Käuferin unbekannt ist, gilt der Verbleib des Plakats heute als unbekannt.
Wie bei vielen anderen während der Dotcom-Blase gegründeten Unternehmen endete auch die Geschichte von Queercompany bereits kurze Zeit nach der Gründung. So stand das Unternehmen im Januar 2002 zum Verkauf, nachdem ihm das Geld ausgegangen war.
Das Foto Kiss entwickelte sich zu einem sehr beliebten Postermotiv, wodurch Tanya Chalkin viel Geld mit Lizenzgebühren verdiente. Besondere Beliebtheit wird dem Plakat unter Studenten nachgesagt.
Chalkin arbeitete in der Folgezeit weiter als Fotografin. Einen weiteren Höhepunkt ihrer Karriere erreichte sie 2012, als sie neben bekannten Künstlern wie Tracey Emin drei offizielle Plakate für die Olympischen Sommerspiele in London gestalten durfte. Sie starb im Januar 2017 im Alter von 42 Jahren an Lebersarkoidose. Elena Charbila arbeitete 2017 als Schauspielerin und macht unter dem Pseudonym Kid Moxie Musik. Tabitha Denholm machte ebenfalls eine Zeit lang Musik und arbeitete 2017 als Videoregisseurin.